# دانيال كويلين
دانيال كويلين (بالإنجليزية: Daniel Quillen) هو عالم رياضيات أمريكي ولد في 22 يونيو 1940 في أورانج ‏ وتوفي في 30 أبريل 2011 (70 سنة)

، حائز على جائزة وسام فيلدز.

## وصلات خارجية
- الموقع الرسمي لجائزة وسام فيلدز